# Dash (Cocktails)

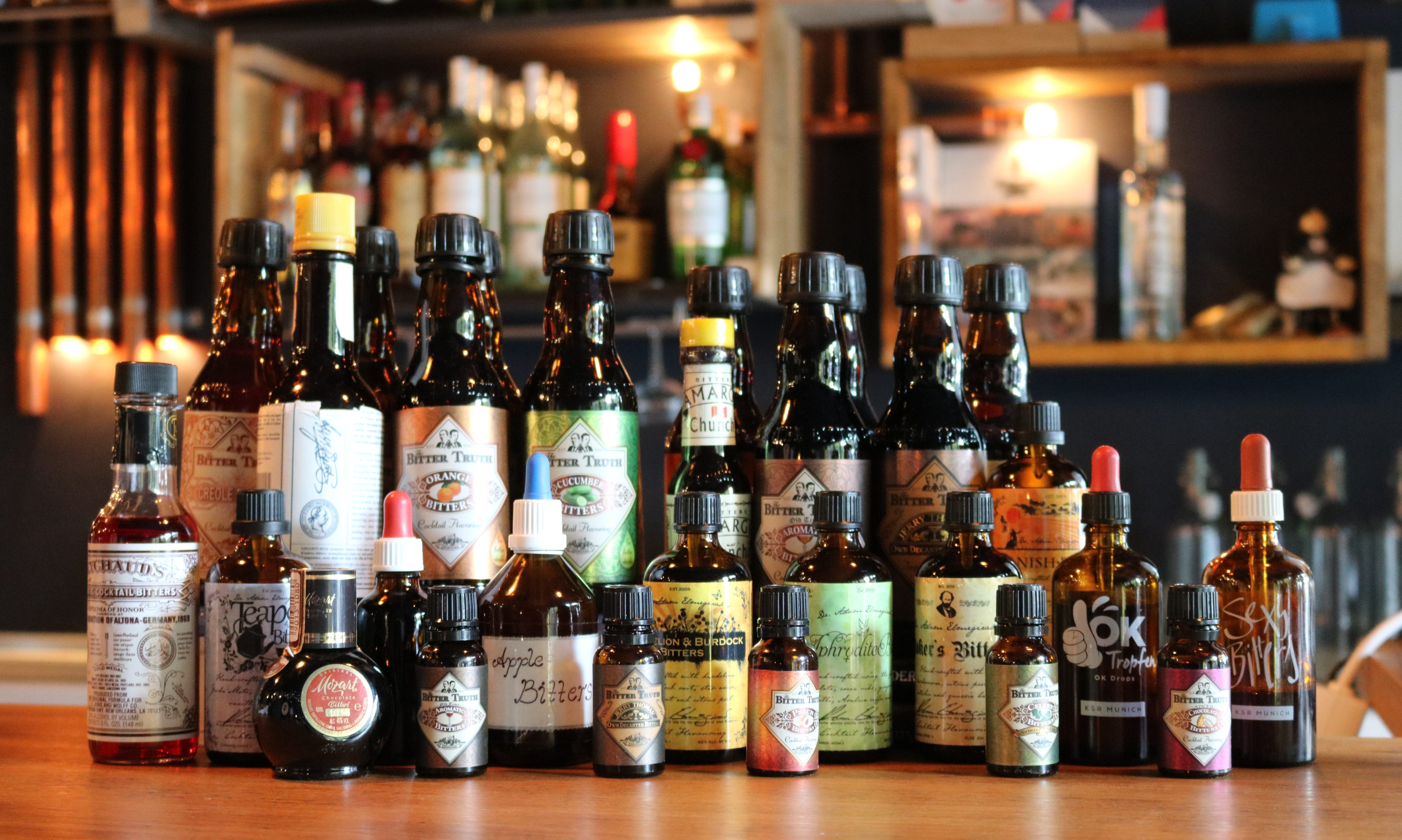
Cocktailbitter, die meist als Dash (kleine Spritzer) dosiert werden

Ein Dash (englisch Prise, Spritzer, Plural Dashes) ist ein kleiner Spritzer oder ein kleiner Schuss einer Flüssigkeit. Der fachsprachliche Begriff wird im Deutschen vor allem als Mengenangabe für die Zubereitung von Cocktails verwendet.

Üblich ist die Maßeinheit Dash insbesondere bei der Verwendung von Cocktailbitters. Sie werden oft in Flaschen verkauft, die unter dem Deckel einen Kunststoffverschluss mit einem kleinen Loch aufweisen, durch das beim kräftigen Schwenken lediglich wenige Milliliter Flüssigkeit entweichen. Zusätzlich gibt es wiederbefüllbare Dash Bottles (Spritzfläschchen), die mit einem speziellen Ausgießer versehen sind, mit dem ebenfalls ein Dash dosiert werden kann. Ursprünglich waren sie teilweise mit einem Korken verschlossen, in den anstelle eines Metallrohrs eine innen hohle Vogelfeder gesteckt wurde, welche als Auslass diente. Mit Hilfe einiger Dashes Cocktailbitter wurden im frühen 19. Jahrhundert die seinerzeit unter dem Namen Sling bekannten Mixgetränke (bestehend aus einer Spirituose, Wasser und Zucker) verfeinert, woraus die neue Getränkegruppe der „Cocktails“ entstand – als Bezeichnung für bittered slings, also Slings mit Bitterspirituosen. Erst wesentlich später wurde aus „Cocktail“ ein Oberbegriff für eine Vielzahl von Mixgetränken. Möglicherweise haben Dash Bottles mit Federkielen zur Namensgebung dieser Cocktails beigetragen, denn vielleicht wurden auch Hahnenfedern verwendet – und Cocktail bedeutet wörtlich übersetzt „Hahnenschwanz“.
Während größere Flüssigkeitsmengen in Cocktailrezepten meist in absoluten Einheiten (zum Beispiel ml = Milliliter, cl = Zentiliter, BL = Barlöffel = etwa 0,5 cl, oz. = Unze) angegeben sind, ist die exakte Flüssigkeitsmenge eines Dash nicht einheitlich definiert, die Angabe dient eher als Orientierungsgröße. Bei Cocktailbitters unterscheidet sich die beim einmaligen Schwenken der Flasche entweichende Flüssigkeit je nach Hersteller und Füllstand der Flasche, liegt aber meistens zwischen einigen Tropfen und wenigen Millilitern.
Bei Mengenangaben für Sirups, Säfte, Liköre und Spirituosen können mit einem Dash in Cocktailrezepten auch größere Mengen gemeint sein, nämlich jene Menge, die bei einem einmaligen Schwenken der Flasche aus dem (im Vergleich zu speziellen dash bottles wesentlich größeren) Ausgießer entweicht. Insoweit ist die Maßeinheit Dash für solche Zutaten eher als Schuss denn als Spritzer zu verstehen. Ein größerer Schuss, zum Beispiel aus einer gewöhnlichen Flasche ohne Ausgießer, wird im Englischen allerdings eher als splash bezeichnet.